# Lijst van nummer 1-hits in de Graadmeter in 2021
Deze lijst bevat de nummer 1-hits in de Graadmeter van Pinguin Radio in 2021. De posities in de Graadmeter zijn negatief; het gaat hier dus eigenlijk om de nummer -1-hits.
| Datum        | Artiest                      | Titel                                        |
| ------------ | ---------------------------- | -------------------------------------------- |
| 3 januari    | We Are They                  | Bring It On                                  |
| 10 januari   | Goat Girl                    | Sad Cowboy                                   |
| 17 januari   | Dry Cleaning                 | Scratchcard Lanyard                          |
| 24 januari   | Walden                       | 5 Years                                      |
| 31 januari   | Lewsberg                     | Through the Garden                           |
| 7 februari   | bdrmm                        | Gush                                         |
| 14 februari  | Coach Party                  | Really OK on My Own                          |
| 21 februari  | Steiner & Madlaina           | Denk Was du Willst                           |
| 28 februari  | Working Men's Club           | Valleys                                      |
| 7 maart      | Woods                        | Can't Get Out                                |
| 14 maart     | Woods                        | Can't Get Out                                |
| 21 maart     | Sleaford Mods ft. Amy Taylor | Nudge It                                     |
| 28 maart     | Sleaford Mods ft. Amy Taylor | Nudge It                                     |
| 4 april      | Sleaford Mods ft. Amy Taylor | Nudge It                                     |
| 11 april     | Manchester Orchestra         | Bed Head                                     |
| 18 april     | Nana Adjoa                   | National Song                                |
| 25 april     | Dry Cleaning                 | Strong Feelings                              |
| 2 mei        | Dry Cleaning                 | Strong Feelings                              |
| 9 mei        | Wolf Alice                   | The Last Man on Earth                        |
| 16 mei       | Wolf Alice                   | The Last Man on Earth                        |
| 23 mei       | King Hannah                  | State Trooper                                |
| 30 mei       | King Hannah                  | State Trooper                                |
| 6 juni       | King Hannah                  | State Trooper                                |
| 13 juni      | The Black Keys               | Crawling Kingsnake                           |
| 20 juni      | Mogwai                       | Ritchie Sacramento                           |
| 27 juni      | Wolf Alice                   | Smile                                        |
| 4 juli       | Wolf Alice                   | Smile                                        |
| 11 juli      | Wolf Alice                   | Smile                                        |
| 18 juli      | Chvrches, Robert Smith       | How Not to Drown                             |
| 25 juli      | Chvrches, Robert Smith       | How Not to Drown                             |
| 1 augustus   | Chvrches, Robert Smith       | How Not to Drown                             |
| 8 augustus   | The Haunted Youth            | Coming Home                                  |
| 15 augustus  | The Haunted Youth            | Coming Home                                  |
| 22 augustus  | We Are Scientists            | Contact High                                 |
| 29 augustus  | Gang of Youths               | The Angel of 8th Ave.                        |
| 5 september  | Gang of Youths               | The Angel of 8th Ave.                        |
| 12 september | Strand of Oaks               | Galacticana                                  |
| 19 september | Strand of Oaks               | Galacticana                                  |
| 26 september | Deafheaven                   | In Blur                                      |
| 3 oktober    | Turnstile                    | BLACKOUT                                     |
| 10 oktober   | Parquet Courts               | Walking at a Downtown Pace                   |
| 17 oktober   | Placebo                      | Beautiful James                              |
| 24 oktober   | Placebo                      | Beautiful James                              |
| 31 oktober   | Placebo                      | Beautiful James                              |
| 7 november   | Turnstile                    | FLY AGAIN                                    |
| 14 november  | Big Red Machine              | Phoenix (feat. Fleet Foxes & Anaïs Mitchell) |
| 21 november  | Amyl and the Sniffers        | Hertz                                        |
| 28 november  | The War on Drugs             | I Don't Live Here Anymore (feat. Lucius)     |
| 5 december   | Møtrik                       | Streamline                                   |
| 12 december  | Møtrik                       | Streamline                                   |
| 19 december  | Rats on Rafts                | Osaka                                        |
| 26 december  | Porcupine Tree               | Harridan                                     |